# Leandro Prates Oliveira
Leandro Prates Oliveira (Vitória da Conquista, 2 de fevereiro de 1982 – São Paulo, 6 de julho de 2021) foi um atleta e policial militar brasileiro.
Integrou a delegação que disputou os Jogos Pan-Americanos de 2011 em Guadalajara, no México, onde conquistou a medalha de ouro nos 1500 metros, superando o equatoriano Byron Piedra por apenas um centésimo.
Foi atleta e Embaixador da ONG Sylvio de Magalhães Padilha (www.symap.org.br) ( https://www.gazetaesportiva.com/jogos-pan-americanos/ouro-no-pan-de-2011-corredor-leandro-prates-morre-em-acidente-de-moto/⁴).

## Morte
Prates foi encontrado morto em 6 de julho de 2021 no quilômetro 75 da Rodovia Fernão Dias, em São Paulo.

## Maiores conquistas[6]
- 1 x campeão nos Jogos Pan-Americanos
- 1 x campeão sul-americano
- 1 x medalha de prata nos Campeonato Sul-Americano
- 1 x campeão no Campeonato Ibero-Americano